# Opus Philosophicae Initiationis
La Escuela Internacional de Filosofía Iniciática (EIFI), impulsora del Programa de Estudios Opus Philosophicae Initiationis, es una asociación cultural que promueve el universalismo a través de un sistema de estudios sintético basado en las enseñanzas tradicionales de Oriente y Occidente.
Creada en Lima, Perú, en el año 2010, su nombre Opus Philosophicae Initiationis denota un influjo de la escuela teosófica de Mario Roso de Luna y Eduardo Alfonso, que funcionó en España a principios del siglo XX bajo el nombre Schola Philosophicae Initiationis.

## Enseñanzas
Según las enseñanzas de EIFI-OPI, la Filosofía Iniciática es un sistema de conocimiento universalista, atemporal y que tiene como eje a la Iniciación, que se define como un estado de conciencia superior equiparable a la iluminación, el Satori o el despertar del ojo del corazón del que hablaba la Escuela de San Víctor.
Este hito llamado Iniciación determina un proceso de desarrollo de la conciencia que es común a todas las corrientes espirituales y que recibe el nombre de Sendero Iniciático, presente en las fases de la Gran Obra de la Alquimia, en el Viaje del Héroe de Joseph Campbell, el Tarot, el ascenso por el Árbol de la Vida, el laberinto, etc. 
El marco simbólico adoptado por esta Escuela está determinado por este proceso en forma de viaje o peregrinación donde todo estudiante es un peregrino o noble viajero que transita de la oscuridad a la luz, del sueño a la vigilia, en una senda de autoconocimiento a la que llaman Via Lucis.
La Via Lucis también se representa a través de un instrumento de uso cotidiano para los estudiantes de esta escuela: el rosario iniciático de 33 cuentas, donde aparece el tránsito por los cuatro elementos hasta alcanzar el centro del laberinto.
Aunque esta Escuela promueve el Universalismo, en sus escritos pueden notarse influencias de Helena Blavatsky, Jiddu Krishnamurti, René Guénon, Antonio Medrano, Mircea Eliade, Joseph Campbell, Karl von Eckartshausen, Fermín Vale Amesti, Sri Nisargadatta Maharaj, Ramana Maharshi, Ramakrishna, George Gurdjieff, Thomas Merton, Raimon Panikkar, entre otros.

## Programa
Las enseñanzas de EIFI-OPI se difunden a través de libros, la mayoría escritos por Phileas del Montesexto y por monografías digitales que siguen una metodología ordenada y metódica donde se tratan de abordar todos los aspectos vinculados al ser humano.
El Programa de Estudios está estructurado en módulos y niveles, a saber:
- Los Pilares de la Pansofía: Resumen general de las enseñanzas.
- Los Pilares de la Pansofía (vivencial): Complemento al módulo anterior.
- El Castillo Interior: La constitución del ser humano.
- La Rueda de Samsara: El ser humano en relación con el Universo.
- Laberintos y Dragones: Marco simbólico, etapas del Sendero Iniciático.
- Propósito y Proyecto: Marco vivencial en relación con el Dharma o Propósito en la vida.
- La Puerta del Templo: Simbolismo y religiones comparadas.
- Regreso a la Fuente: Religiones comparadas (segunda parte).
- La Ciencia Arcana: El Tarot como oráculo y como hoja de ruta.
- La Llave de Marfil: Rito, mito y símbolo.
- Vía Rosacruz: La tradición de las corrientes de la Rosacruz.
- Ascenso y cumbre: Panorama general del viaje iniciático.
- Cartas en el Camino: Enseñanzas avanzadas y complemento de los estudios anteriores